# Балашов Микола Іванович
Микола Іванович Балашов (нар. 13 липня 1919, Херсон — пом. 25 листопада 2006, Москва
) — український радянський російськомовний літературознавець, доктор філологічних наук, фахівець з романо-германських літератур та мов, з російської та інших слов'янських культур, професор, академік РАН. До кола його наукових інтересів входили питання порівняльного літературознавства, текстології і семіотики, а також зв'язок літератури з просторовими мистецтвами.

## Біографія
Микола Балашов народився 1919 року в Херсоні. У 1920 році сім'я переїхала до Одеси. Там же в 1936 році Микола Балашов з відзнакою закінчив середню школу, де вивчив німецьку, французьку та українську мови. З 1936 по 1941 рік був студентом романо-германського відділення філологічного факультету Московського інституту філософії, літератури та історії (МІФЛІ), який також закінчив з відзнакою. Вивчав французьку та італійську літературу середньовіччя та Відродження, французьку поезію середини XIX століття, а також іноземні мови — латинь, італійську, англійську, старофранцузьку, польську, удосконалював знання німецької та французької мов. У 1939-1941 роках займався вивченням проблем зв'язку літератури з образотворчим мистецтвом.
У 1940 році Миколі Балашову присуджена персональна стипендія імені В. В. Маяковського. Захистивши дипломну роботу на тему «Вузлові моменти розвитку французького живопису XIX століття», в 1941 році отримав кваліфікацію наукового працівника у західних літератур і мов, викладача вузу, а також звання вчителя середньої школи.
У 1942—1945 роках навчався в аспірантурі, де займався вивченням основ давньогрецької мови під керівництвом члена-кореспондента Академії наук СРСР Сергія Соболевського. З 1944 року був виконуючим обов'язки доцента, а з 1945 року — доцентом кафедри загальної літератури Московського міського педагогічного інституту (МДПІ імені В. П. Потьомкіна). У 1944—1946 роках працював старшим інспектором з гуманітарних наук відділу науково-дослідної роботи Всесоюзного комітету у справах вищої школи (з 1946 року — Міністерства вищої освіти СРСР). У 1945 році отримав вчений ступінь кандидата філологічних наук за дисертацію «Еволюція творчості Рембо». У 1952-1955 роках читав курс іспанської літератури на факультеті іноземних мов МДПИ. У цей період іспаністика та іспано-російські літературні зв'язки стає другою — після літератури Франції — спеціалізацією Миколи Балашова.
З 1955 року займався переважно науковою роботою. З 1957 року обіймав посаду завідувача сектором літератур соціалістичних країн Європи, з 1976 року — завідувач відділу зарубіжних літератур XX століття Інституту світової літератури АН СРСР (ІМЛІ), де пропрацював до 1990 року.
Микола Балашов помер 25 листопада 2006 року. Похований у Москві на Троєкурівському кладовищі.

## Наукова діяльність
Основним напрямком наукової роботи Миколи Балашова була розробка концепції «Історія всесвітньої літератури». Він взяв безпосередню участь у підготовці третього тому цього видання, а також видання «Історія французької літератури» та «Історія німецької літератури». Крім того, займався дослідженням проблем порівняльного літературознавства і семіотики. З 1957 року входив до складу редколегії журналу «Ізвестія РАН. Серія літератури та мови». У 1959—1977 роки організував групу порівняльно-літературних колективних праць з проблем угорсько-руських, румунсько-російських, чесько-російських літературних зв'язків, видання яких здійснювалися на відповідних мовах у Москві, Будапешті, Бухаресті, Празі. У 1977 році вийшла узагальнююча ці дослідження робота під назвою «Загальне і особливе в літературах соціалістичних країн Європи».
З 1959 року Микола Балашов був членом Радянського комітету славістів (з 1991 року — Національний комітет славістів Російської Федерації). У 1960-ті —1980-ті роки займався дослідженням французького символізму і підготував низку новаторських видань французьких поетів-символістів. У газеті «Свідоцтво» («Témoignage»), що видається в Реюньйоні, вперше за культурну історію острова видана російська літературознавча робота Миколи Балашова у французькому перекладі Б. Гамалія про поета Леконте де Ліля — уродженця Реюньйона. У 1962—1976 роки входив до складу редколегії видання «Історія німецької літератури».
З 1964 року був членом редколегії серії «Літературні пам'ятники», з 1990 року — заступником голови редколегії, а з 2002 року — головою. У 1967 році в серії вийшла перша книга віршів французьких поетів XIX—XX століть «Гійом Аполлінер. Вірші», пізніше взяв участь у підготовці для цієї серії книг Ш. Бодлера (1970), П. Елюара (1971), Ж. М. Ередіа (1973), Б. Сандрара (1974), А. Рембо (1982).
Микола Балашов регулярно брав участь у роботі різних наукових конференцій, з'їздів, асоціацій. Так, в 1958 році він брав участь у роботі IV Міжнародного з'їзду славістів, що проходив у Москві, де виступив з доповіддю про російсько-іспанські літературні зв'язки і взяв участь у полеміці про Ф. М. Достоєвського. У 1959 році здійснив наукове відрядження до Варшави на ювілейну сесію Польської академії наук, присвячену 150-річчю поета Юліуша Словацького, в ході якої виступив з доповіддю, підготовленою у співавторстві з Я. В. Станюкович, на тему «Проблеми творчості Ю. Словацького початку 1840-х роках». Доповідь був відзначений ювілейною медаллю імені Юліуша Словацького. У 1959—1960 роки провів наукові відрядження до Угорщини та Румунії для вивчення літературних зв'язків з СРСР. У 1960—1978 роки брав участь у розробці спільно з Угорською академією наук праці з проблем літератури епохи Відродження. У 1963 році взяв участь у V Міжнародному з'їзді славістів, що проходив у Болгарії. Там він виступив з доповіддю «Ренесансна проблематика іспанської драми XVII ст. на східнослов'янські теми».
У 1964 році здійснив поїздку з метою вивчення архітектурних пропорцій пам'яток Стародавньої Греції, Константинополя, Стародавнього Єгипту. У 1967 році в Москві брав участь у роботі Міжнародної асоціації порівняльного літературознавства (МАСЛ). Того ж року брав участь у V конгресі МАСЛ, що пройшов в Югославії, де виступив з доповіддю «Слов'янська тематика у Кальдерона і проблема Ренесанс-Бароко в іспанській літературі». У 1968 році виступив з доповіддю «Система іспано-слов'янських зв'язків і питання порівняльного літературознавства» на VI Міжнародному з'їзді славістів у Чехословаччині.

## Основні роботи
Книги
- Испанская классическая драма в сравнительно-литературном и текстологическом аспектах. М., 1975;
- Слово в защиту авторства Шекспира. М., 1998.

Статті
- Эстетика Канта // История немецкой литературы. Т. 2, М., 1963;
- Фр. Шлегель и иенские романтики. Гейдельбергские романтики [и др. главы] // История немецкой литературы. Т. 3, М., 1966;
- Данте и Возрождение // Данте и всемирная литература, М., 1967;
- К критике новейших тенденций в литературоведческом структурализме // Контекст. 1973, М., 1974;
- Понятие диахронии контекста // Современные проблемы литературоведения и языкознания, М., 1974;
- О специфической народности как основе единства ренессансной культуры // Контекст. 1976, М., 1977.
- «Литература Ренессанса в свете советских и венгерских исследований» (1978)